# Józef Sumowski
Józef Sumowski herbu Jastrzębiec – cześnik włodzimierski, pisarz włodzimierski w 1774 roku, sędzia nowogrodzki siewierski w latach 1772–1773, pisarz ziemski nowogrodzki siewierski w latach 1765–1772, konsyliarz województwa czernihowskiego w konfederacji barskiej w 1769 roku.